# Сребрнолисни јавор
Сребрнолисни јавор (Acer saccharinum) ређе се назива америчким шећерним јавором (мада епитет врсте то значи) и слатким јавором. Називи везани за шећер и слатко потичу од сока који ова врста лучи од кога су староседеоци Америке правили заслађивач. Јаворов сируп, међутим, прави се данас од друге врсте јавора - Acer saccharum Marshall. Научни синоними су Acer dasycarpum Ehrh., (маљавог плодника) Acer album hort. ex G. Nicholson (бели - због сребрнастог наличја листа) и Acer eriocarpum Michx. (вунастог плодника).

## Опис врсте
Једнодомо листопадно дрво у младости брзорастуће, висине до 40 m, и прсног пречника до 100 сm, издужене круне. Кора сива и испуцала код одраслог стабла. 
Листови дуги 8–16 сm, 6–12 сm широки са три дубока средња и два мала бочна режња на 10сm дугој дршци; режњеви оштро назубљени и зашиљени. Лице листа тамнозелено, а наличје плавичастобело. 
Цветови у прамену, црвенкасти, без крунице и нектарија, плодник длакав. Цвета пре листања у фебруару. Хермафродитни су, али функционално мушки или женски, протандрични.
Плод шизокарпијум са две крупне крилате орашице дужине 3-5 сm; често се развија само једна. Плодоноси у мају. 

## Ареал
Источне и средње САД, Канада, (једна од најраспрострањенијих врста). Расте у мешовитим шумама низија и не прелази надморску висину од 600 m. 
Опсег интродукције: Раширен је у Европи на северу до Норвешке, јужно до области Медитерана; у Јужној Америци има га у Бразилу и Аргентини, као украсна врста, ређе у шумским културама.

## Биоеколошке карактеристике
Појављује се у приобалним зонама, алувијалним стаништима, насипима, обично на песковитим земљиштима, влажним пределима, мочварама. Поред песковитих успева и на глиновитим и иловастим. Лако се шири, брзо расте, адаптибилан је на урбане услове, толерантан на соли и нарочито на хладноћу и мраз. Хелиофилнији од свих јавора. Има јаку моћ регенерације, после сече јавља се већи број изданака. Посебну опасност представља корен који је плитак, брзо се шири и често оштећује подземне инсталације, стазе и темеље објеката. Осетљив једино на јак ветар који може да доведе до ветролома. Има доста природних непријатеља, штеточина и болести. Кратковечна је врста и ретко доживи старост преко 100 година.

## Значај
Доста се користи као украсно дрво у парковима, дрворедима, вртовима због брзог раста и лаке производње у расадницима. Користи се и за мелиоративне радове посебно на плавним теренима. 
Потенцијално инвазивна врста због лаког ширења семена воденим током или ветром. Сребрнолисни јавор је близак црвеном јавору (Acer rubrum L.) и може да се укршта са њим, фертилни хибрид је познат као Acer x freemanii A. E. Murray. Плод, иако најкрупнији међу јаворима, при јачим ветровима може доспети на знатна одстојања јер је снабдевен добро развијеним крилом. Плутајући водотоцима може такође доспети на већа одстојања. Расадничком трговином као украсно дрво осваја нове локације.
Дрво му није на цени. Од њега се израђује јефтин намештај, држаље и клинци за обућу. Као гориво такође нема нарочиту вредност. Даје нешто шећерног сока, мада упола мање од A. saccharum.

## Размножавање
Семеном или вегетативно. Семе које сазрева у мају одмах по опадању може да проклија, и до краја вегетације клијавци су око 40 cm високи добро одрвене, одбаце лист и успешно презимљавају. Семе је микробиотско, рекалцитрантно. Клијање епихипогеично. Култивари, као Acer saccharinum 'Asplenifolia', 'Blairs', 'Born's Gracious', 'Elegans', 'Improved', 'Lanciniatum Wieri', 'Pyramidalis', 'Skineri' и 'Wieri' се размножавају копулирањем (обичним спајањем или бочно) на подлоге основне врсте добијене из семена. Кинеско полегање и зелене резнице под вештачком измаглицом се у пракси слабије примењују иако је успех ожиљавања добар.